# Tradición europea de músicas folk
Este es un listado de danzas  folk tradicionales de Europa con estilos, bailes, instrumentos y temas relacionados.
El nannaksksk se puede definir fácilmente de forma precisa; se utiliza de forma amplia dependiendo del autor, público a quien va dirigido y contexto de un trabajo mayor. De forma similar, el término «tradición» en este contexto, no denota un criterio definido estrictamente.
Estudiosos de la música, periodistas, audiencias, industria musical, políticos, nacionalistas, etc., añaden información basándose en criterios raciales, geográficos, lingüísticos, religiosos, tribales o étnicos y muchas veces utilizan criterios diferentes en lo que consideran «tradición folk musical». Estas tradiciones pueden coincidir entera, parcialmente o no coincidir con fronteras geográficas, políticas o culturales, aunque en muchos casos se solapan en varios grados unas con otras.

## Europa
| País / Región         | Elementos | Bailes | Instrumentación | Relacionados |
| Albania               | aheng - epic (këngë trimash, këngë kreshnikësh) - kaba - kantadha - Kefalonitika - këputje fjalësh - Korçare - lament - llazore - lullaby - maje krahi - isopolifonía albana - prcjellsi - rapsodi - saze orchestra - serenata - Albanian wedding music - canciones de trabajo | ajsino oro - arnaöut - Osman Taka - pušteno - sherianqe - shota - valle | bousouk / buzuki - cifteli - clarinete - Dayereh - def - fyell - grrneta - lahuta - llautë - lodra - mandolina - sharki - violín - zumarë | kurbet - pare |
| Alemania              | anacrusis - German ballad - volksmusik - yodel | perchtentanz - Schuhplattler - vals | alphorn - zupfgeige | Kriegspiele - Stadtfeste |
| Andalucía             | Ver España | – | – | – |
| Andorra               | Ver Cataluña | – | – | – |
| Arbëreshë             | Ver Albania | – | – | – |
| Austria               | Faschingsbriefe - Schnadahüpfl (Gstanzl, Gsetzl, Trutzgsangl) - schrammelmusik - string quartet - Wienalied - yodeling (Jodler, Wullaza, Hullaza, Almer) - Zettellandler | Volkstanz: Blasmusik - Boarischer - Eiswalzer - Hiatamadl - Jägermarsch - Kontratänze - Krebspolka - Kreuzpolka - Kuckuckspolka - landler - ländler - Lunzer Boarischer - mazurka - Neudeutscher - polka - Poschater Zwoaschritt - Rediwa (Sprachinseltänze) - Schnitterhüpfer - Schuhplattler (Plattler) - Rheinländer - Siebenschritt - Steirischer - Studentenpolka - Zwiefacher - vals                                                       | acordeón - alforno - clarinete - contrabajo - dulcémele - flauta - grazer - guimbarda - guitar - arpa - armónica de Estiria - tambura - trompeta - violín - zither | heurigan - tracht - Volkssänger                                                                                               |
| Auvernia              | Ver Francia | – | – | – |
| Islas Baleares        | Ver Cataluña | – | – | – |
| Baviera               | Véase Alemania | – | – | – |
| Bielorrusia           | | | | |
| Bohemia               | Ver Rep.Checa | – | – | – |
| Bosnia                | gange - gusle - ilahije - izvorna bosanska muzika - Ladino song - novokomponovana narodna muzika - ravne pjesme - sevdalinka (sevdah) | kolo | acordeón - gaita - clarinete - daire - contrabajo - flauta - guitar - sargija (Laúd) - caja - violín | sijela |
| Bretaña               | bagad (bagadoù, pipe band) - canto marinero - couples de sonneurs (sonner par couple) - gwerz (gwerzioù) - kan a boz - kan ha diskan - kantik (hymn) - kost ar c'hoat - quête - sôn (sonioù)                                                                                   | An Dro - bals - plinn - fisel - gavotte - jabadao - hanter dro - laridé (ridée) - pach-pi - rond | acordeón - binou (gaita, kozh, braz, bihan, pib veur) - binou braz - bombarde (oboe) - zanfona - telenn (harp) - treujenn-gaol (clarinete, trognon d'chou) - veuze (gaita) - violon | chanteurs engagés (protest singer) - Dastum - diskaner - fest-noz (festou noz, bal breton) - kaner - roots revival - sonerion |
| Bulgaria              | choir - Koleduvane - kopanica - Laduvane - Lazaruvane - na trapeza - wedding music | Horo: acano mlada nvesto - buchimish - chetvorno - chope - daichovo - dunavsko - elenino - eleno mome - iove male mome - kopanica - kopanitsa (gankino) - nestinari - paidushko - petrunino - povarnato (devetorka) - pravo horo - rachenitsa (ruchenitsa, couple dance) - sandansko - sedenka - sedi donka - trite puti - tropoli | clarinete - kaba gaida - kaval (flauta) - gadulka - gaida (gaita) - tambura (lute) - tarabuka (drum) - tǔpan (drum) | Koprivshtitsa - nestinarstvo - sedyanki                                                                                       |
| Croatas de Burgenland | Ver Croacia | – | – | – |
| Calabria              | See Italian | – | – | – |
| Cantabria             | tonada montañesa - marzas - canto de ronda - pasacalles - romances - coplas a lo pesau - coplas a lo ligeru - cantos de labor - trova - reyes - canto a bodas - villancico | jota montañesa - picayos - danza de arcos - baila de Ibio - paloteo - pericote lebaniego - trepeletré - cuevanuco - romance del conde de Lara - danza de cintas | pitu montañés - gaita - rabel - bígaru - tamboril - chifla campurriana - caja redoblante - pandereta - pandero - tarrañuelas - vozaina - silbu - albogue - rutón sobano - chiflita pasiega - alcurdión - cuerno pasiego | jisquíu o ijujú - gudos |
| Carelia               | Ver Finlandia | – | – | – |
| Golfo de Carnaro      | Ver Croacia | – | – | – |
| Castilla              | Ver España | – | – | – |
| Cataluña              | bolero - contrapàs - copeo - cossiers - habaneres - jota - marratxa - mateixa - sa filera - Saint Anne's dance - sardana (circle dance) - sardana curta - sardana llarga - sardana de lluïment - sardana revessa - ses dotze rodades - ses nou rodades                         | | bandurria - bimbau (jaw harp) - castanet - fiscorn (horn) - flabiol (flauta) - gralla (oboe) - guitarró (guitar) - sac de gemecs (gaita, coixinera, caterineta, borrega, manxa borrega, bot, noia verda, mossa verda, ploranera, sac de les aspres, buna, cornamusa) - tambori - tambourine - tarota (oboe) - tenora (shawm) - tible - xeremia - ximbomba | cantada - correfoc - esbartades - sonador - vetlada - xacota                                                                  |
| Cham                  | Ver Albania | – | – | – |
| Islas del Canal       | bachîn ringing | bérouisse - cotillion - danse des chapieaux (the hat dance) - ronde (round dance) - sonneur | acordeón - bachîn - chifournie (hurdy gurdy) - violín | |
| Cerdeña               | See Italian | – | – | – |
| Cornualles            | Cornish carol | cushion dance - jig - hornpipe - reel - troyll | gaita - bombarda - crowdy crawn (croder croghen) - violín (crowd) - hand drum - harp | gorsedd |
| Córcega               | Ver Francia | – | – | – |
| Croacia               | bećarac - deseterac - epic poetry - klapa - tamburica band - tamburitza | drme - kolo (round dance) - lindjo - moreska (Korcula sword dance) - zvecke | acordeón - berda - bisernice - brac - bugarija - clarinete - curla - diple - violín - gange - gusle - lijerica (lírica, violín) - roznica - samica - sargija (dulcémele) - sopila - tambura (mandolina) - tamburica - violín - zither | Istria scale - kukeri |
| Chipre                | Ver Grecia y Turquía | – | – | – |
| República Checa       | Národní písni: cimbalom band - gajdošská (gaita band) - hudecká (violín band) - lidovka (lidovky) - skřipácká - old Prague song (staropražské písničky) - tramp music (trampská hudba)                                                                                         | polka - sedlácká - táhlá - verbunk (Slovácko verbuňk) | acordeón - gaita - cimbalom - clarinete - contrabajo - violín - viola - violín | |
| Dalmacia              | Ver Croacia | – | – | – |
| Dinamarca             | | fanik - firtur - hopsa - polka - pols - rheinlænder - schottische - sønderhoning - trekanter - tretur - vals | acordeón - violín - piano - | |
| Emilia                | Ver Italia | – | – | – |
| Escocia               | ballad - Border ballad - bothy ballad - brosnachadh - cauld wind pipe - ceol beg - ceol mor - flyting - lilt - muckle sang - pibroch - piobaireachd - psalm - puirt-a-beul (mouth music) - canciones de trabajo - Shetland fiddling - trowie - urlar - waulking song           | battement - Highland fling - hornpipe - jig- minuet - quickstep - reel - shean treuse - strathspey - sword dance | acordeón - Border pipe - clarsach - concertina - violín - flauta - gue - arpa - Highland pipes - Lowland pipe - pastoral pipe - pibroch - smallpipe - tin whistle | Cape Breton fiddling - Scottish Baroque music - conyach - Feisean - mod - tryst                                               |
| Eslavonia             | Ver Croacia | – | – | – |
| Eslovaquia            | | čardáš - čuchom - dupak - karicka - do kolesa - odzemok - polka- verbunk - vals | acordeón - violonchelo- cimbal - dvojačka (doble silbato) - fujara - gajdy - koncovka (overtone flauta) - píšťalka (flauta de 6 agujeros) - violín | |
| Eslovenia             | velike goslarije - canto esloveno | | meh - panpipe - sopile - zither | |
| España                | copla - jaleo (baile) - jota - Romanceiro | jota aragonesa - bolero - bolero viejo o parado - cachuca - chaconne - danza de Hermigua - Paloteo - Danza de las ánimas - Diablada - danzantes y pecados - S'a llarga y S'a curta - S'escandalari - fandango - gallega - gitana - jota - jota de vendimia - malagueñas - manchegas - meloneras - milonga - mollaras - murciano - panaderos - seguidilla - sevillana - soleá - torrás - valldemosa - valenciana - verdiales - zambra - zarabanda | castanet - chacara - bandurria - dulzaina - guitarra - mandolina - pandereta | café cantante - duende - juerga                                                                                               |
| Euskadi               | bertsolaritza - bikoa - chant - choir - dawn song - errena - trikitixa | Abaltzisketa - arin arin - Aurresku - azeri - baso - basauri - Berastegi - Beti Alai Arku - brokel - Euskaldunak - ezpata - eztai-soinu - garay - gizon - Ingurutxo - jorrai - Karrika-Soinu (biribilketa) - larrain - legazpi - makil - Markina-Xemein - Matelota - Miel Otxin - mutildantza - Muxico (Mutico) - paloteados - sagar - San Juan - soka - sorgin - troquel - txino - Uztai Txiki - Yantza-Luze - zagi - zortziko                  | alboka (double clarinete) - atabal - txirula - gaita - kirikoketa - makilak - pandereta - silbote - tarogato - tenora (shawm) - tobera - trikitrixa (concertina) - ttunttun (drum) - txalaparta - txistu - xirula (flauta) | aintzara-yoku - alardes - dantzaris - herren - kolaris - mascarada - Pastoral - txakun                                        |
| Gales                 | Cerdd Dant - música coral galesa | clogging - hornpipe - twmpath | crwth - pibacwd - pibcorn - Welsh arpa (arpa triple) | dategeiniad - eisteddfod - gwerin - gwyl werin                                                                                |
| Holanda [15]          | | mâtelot - mazurka - polka - Seven Sault - vals | acordeón - doedelzak - guitar - zanfona - pijpzak - violín | |
| Inglaterra            | broadside ballad - Child ballad - wassailing [17] | clogging - country dance - horn dance - hornpipe - long sword - Maypole dance - Danza Morris - rapper dance | melodeon - concertina - violín - mouth organ - Northumbrian smallpipe - trombone - tuba - snare drum - bass drum | ballad meter - obby oss |
| Estonia               | runo-song - swing-song | reilender - labajalg - polka | acordeón - gaita - concertina - violín - kannel - talharpa(hiiu kannel) - trompeta - whistle - zither | Kalevipoeg |
| Faroe                 | kingosalmar - kvæði - skjaldur - tættir - visur | circle dance - Faroe two-step | | |
| Finlandia             | itku - rekilaulu - runolaulu | humppa - jenkka - mazurka - minuet - pelimanni - polka - purpuri - schottische - vals | acordeón - clarinete - violín - harmonium - horn - jouhikko - kantele - talharpa - whistle | Kalevala |
| Flandes               | | | | |
| Florencia             | Ver Italia | – | – | – |
| Formentera            | Ver Cataluña | – | – | – |
| Frisia                | | galop - polka - skoetsploech - skots - walz | acordeón - violín - melodeon - rommelpot | |
| Francia               | bal-musette - Corsican polyphonic song - paghjella - regret | bacchu-ber - bourrée - branle - contredanse - farandole - quadrille - rigaudon | aboè - acordeón - bodega - boha - cabrette - chabrette - cornamusa - Pífano - galoubet - graille - grand cornemuse - zanfona - pifre - tambourin - violín | |
| Galicia               | coplas verdes - alalá - alborada - pasacalles - carballesa - ribeirana | danza de damas e galáns - jota - muñeira - pasodobre - rumba | acordeón - cadro - clarinete - gaita - pandeireta - pandeiro - tamboril - tarrañolas | |
| Gasconia              | Ver Francia | – | – | – |
| Génova                | Ver Italia | – | – | – |
| Gheg                  | Ver Albania | – | – | – |
| Grecia                | amané - dhimotika tragoudhia - kalanda - kantadhes - kleftiko - Klephtic song - miroloyia - nisiotika - rebetiko - skaros - taxim - tis tavlas | çiftetelli - hasaposerviko - kalamatiano - karsilama - khasapiko - syrto - tsamiko - zeibekiko | askomandura - baglamas - bouzouki - daouli - defi - gaida - kavali - kithara - klarino - laouto - lyra - outi - santouri - toumberleki - tsambouna - violi - zournas | dhimotiki - dromoi - manges - paniyiria - rebetes - tekes                                                                     |
| Gitana                | See Romani (Gypsy) | – | – | – |
| Hungría               | hajnali - parlando-rubato - tempo-giusto - verbunkos | csardas - legenyes - szolo - verbunkos | gaita - cimbalom - cencerro - violín - gardon - zanfona - violín - zither | tanchaz |
| Ibiza                 | Ver Cataluña | – | – | – |
| Irlanda               | aisling - amhrain - ballad - bard - caoineadh - diddling - drinking song - Fonn Mall - arpa music - keening (lament, caoning) - macaronic song - Ossian ballad (Fenian ballad) - rebel song - reverdie - sean nós                                                              | carol - céilidh - clogging - highland - hornpipe - jig - polka - quadrille - reel - slide - slip jig - step dance - strathspey | acordeón - banjo - bodhrán - bouzouki - concertina - violín - flauta - guitar - arpa - uilleann pipes - whistle | American wake conyach - crack - feis - fleadh - session                                                                       |
| Islandia              | órgano - rimur | Danza de balada islandesa | fidla - langspil | saga |
| Istria                | Ver Croacia | – | – | – |
| Italia                | baride - endecasillabo - gozo - maggio - Polifonía sarda - tammorriata - trallalero - villanella | ciociora - forlana - ruggera - saltarello - siciliana - su ballu - tarantella - trescona | acordeón - clapper - clarinete - flauta - guitarra - jaw arpa - launedda - lira - mandolina - melodeon - ocarina - organetto - panpipe - piffero - rattle - tamburello - tamorra - tamura - violín - zampogna | tarantolati |
| Lab                   | See Albanian | – | – | – |
| Letonia               | balss - daina - dziesma - ligotne - runo-song - sadzives - zinge | | citara - dulcimer - kokles | |
| Lituania              | daina - dvejines - keturines - sutartines - trejines | polka - quadrille - rateliai - vals | acordeón - balalaika - bandoneón - basetle - birbynes - clarinete - concertina - daudytes - violín - guitar - armónica - kankles - lamzdeliai - mandolina - pusline - ragai - sekminiu ragelis - skuduciai - svilpas - tabala | |
| Lombardía             | See Italian | – | – | – |
| Mallorca              | Ver Cataluña | – | – | – |
| Isla de Man           | Carvalyn Gailckagh - lament - Manx carol | | | |
| Macedonia             | calgia - narodni orkestri | | acordeón - cemane - clarinete - def - dzumbus - gajda - kanun - kaval - supelka - tambura - tarabuka - tupan - ut - zurla | narodna muzika - nove narodne pesme novokomponirana                                                                           |
| Menorca               | Ver Cataluña | – | – | – |
| Moldavia              | Ver Rumanía | – | – | – |
| Montenegro            | Poesía épica montenegrina | | guzla | |
| Moravia               | Ver Rep. Checa | – | – | – |
| Nápoles               | Ver Italia | – | – | – |
| Noruega               | bånsuller - kveding - halling - laling - lokking - Norwegian ballad - slåttar - stev - tralling | bruremarsj - bygdedans - gammeldans - gangar - halling - pols - rull - springar - springdans - springleik | bukkehorn - violín - Hardanger violín - arpa - langeleik - lur - Meråker - seljefløyte - trekkspel - tungehorn | kappleikar |
| Occitania             | Ver Francia | – | – | – |
| Piedemonte            | Ver Italia | – | – | – |
| Islas Pitiusas        | Ver Cataluña | – | – | – |
| Polonia               | lidyzowanie | chodzony - cimbaŀy - krakowiak - krzesany - mazurka - obertas - ozwodna - polka - polonaise - zbojnicki | violonchelo - diable skrzypce - violín - gensle - kozioł - maryna - mazanka - suka - violín | dozynki |
| Portugal              | castiço - fado - modinha - Romanceiro - tamborileiro - zés-pereiras | dança dos homens - fofa - lundum | adufe - bandolim - bexigoncelo - bombo - brinquinho - caixa - cântaro com abanho - castanholas - cavaquinho - concertina - concha - ferrinhos - flauta pastoril - gaita-de-foles - genebres - guitarra - pandeireta - pandeiro - pifaro - reco-reco - sanfona - sarronça - tamboril - transcanholas - viola - zaclitracs                                  | fadista - ranchos folclóricos - saudade                                                                                       |
| Provenza              | Ver Francia | – | – | – |
| Apulia                | Ver Italia | – | – | – |
| Romaní (Gitana)       | bulerías - calgia - cantes - címbalo - fandango - fasil - flamenco - jaleo - koumpaneia - loki djili - oral-bassing - siguiriyas - soleares - taksim - tientos - tangos | alegrías - belly dance - bulerías - farruca - garrotín - marianas - moritas - khelimaske djili | acordeón - buzuq - cimbalom - clarinete - cümbüş - darbuka - davul - djumbus - dombak - kaman - kanun - ney - rebab - tabla - ud - violín - zurna | braceos - cuadro - juerga - Karagöz shadow theatre - taraf                                                                    |
| Rumanía               | ballad - colinde - doina - lament - [[Taraf (musical band)\|taraf]] - Transylvanian wedding music | briu - fluier - geamparale - hora - sirba | cetera - cimbalom - cobza - doba - contrabajo - violín - nai - taragot - viola - violín - zongora | capra |
| Rosellón              | Ver Cataluña | – | – | – |
| Rusia                 | byliny - chastushka - plachi - protiazhnaia pesnia - música de boda - zmires | broyges tants - kaketke - kozatske - krakovyak - khorovodi - mitsve tants - sher - shrayer | garmon - bayan - balalaika - domra - tsimbl | badkhn - fakelore |
| Sami                  | joik - lavlu | | gievri - kobdas | noaite |
| Serbia                | izvorna - narodna muzika - novokomponovana narodna muzika - sevdalinka | cocek - kolo - sa-sa | frula - gaida - gusle - sargija - tambura - tupan - violín | |
| Sicilia               | Ver Italia | – | – | – |
| Suecia                | ballad - halling - kulning - laling - lockrop - lokking | cobbler's dance - daldans - gammaldans - gangar - kadriljs - pols - polska (polskor) - rudl - runddans - skralat - springar - springdans - springleik - vafva vadna - vingakersdans | ackordcittra - dragspel - violín - hackbräde - hummel - mungiga - nyckelharpa - säckpipa - sälgpipa - skalmeja - spelpipa - stråkharpa - vevlira | spelmanslag - Zorn Badge |
| Suiza                 | yodel | | Trompa de los Alpes | |
| Tosk                  | Véase Albania | – | – | – |
| Transilvania          | See Hungarian and Romanian | – | – | – |
| Turquía               | türkü - uzun hava | | duduk - klemence - ney - saz - zurna | Huseni |
| Ucrania [52]          | dumy - troista muzyka | arkan - holubka - hutsulka - hopak - kolomyjka - kozachok - metelytsja - polka - vals | bandura - violín - floyara y sopilka - frilka - kobza - lira - trembita - tsymbaly - tylynka | kobzari - lirnyky - pryspiv - zaspiv                                                                                          |
| Valencia              | Ver Cataluña | – | – | – |
| Véneto                | Ver Italia | – | – | – |
| Valaquia              | | | gaita - violín | Pomana |
| Valonia               | | | violín | |